# Euglenes guamensis
Euglenes guamensis là một loài bọ cánh cứng trong họ Aderidae. Loài này được Blair miêu tả khoa học năm 1942.